# 폴란인 (서슬라브족)

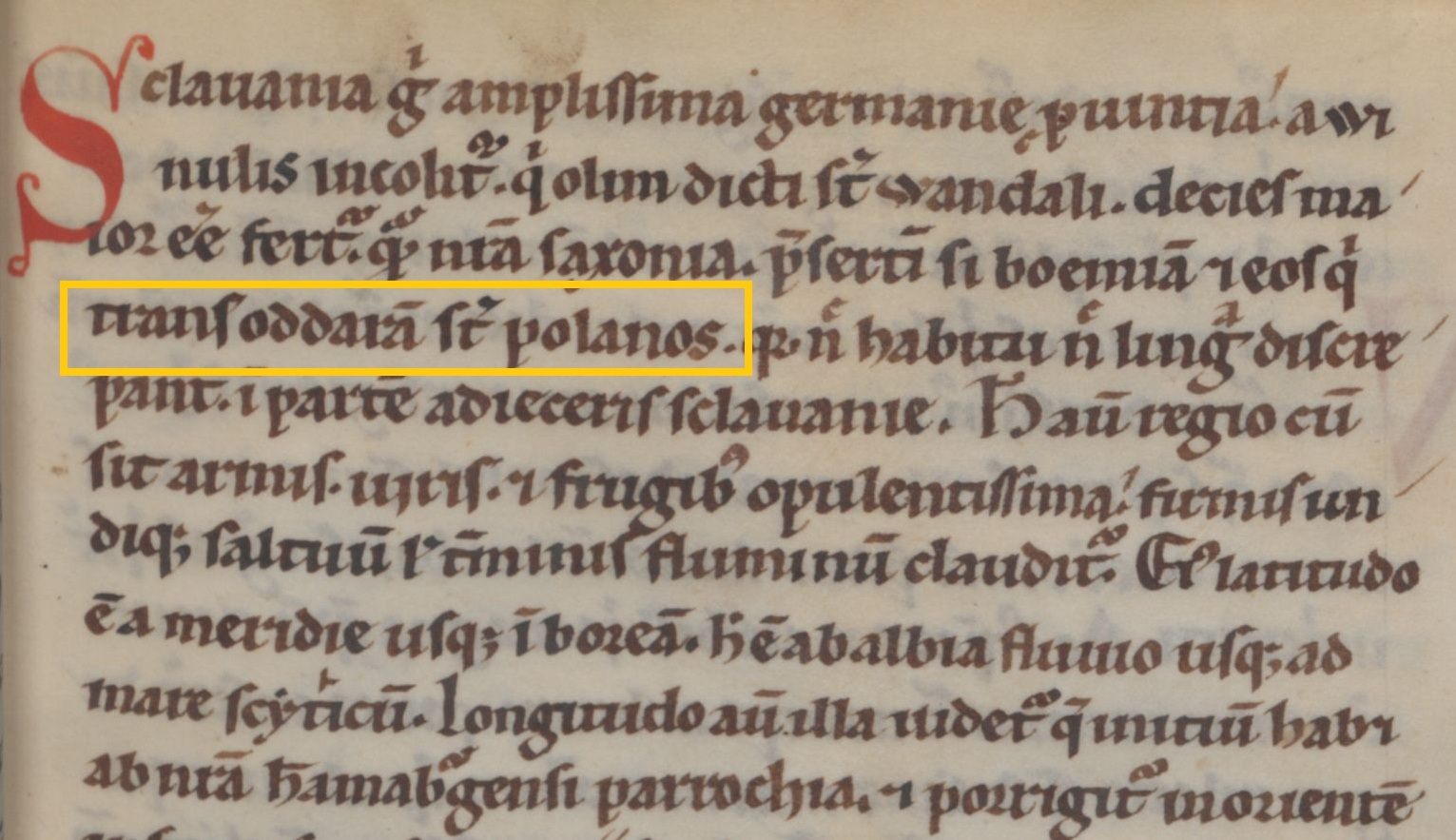
폴란인이 언급되는 『함부르크 주교들의 사적』의 한 부분.

폴란인(폴란드어: Polanie 폴라니에[*], 우크라이나어: Поляни 폴랴니[*])은 8세기 동게르마니아와 비엘코폴스카의 비스와강하고 바르타강 유역에 살던 레흐족 계열 민족이다. 당시 중앙유럽의 주요 부족이었으며 비스와인, 마소비아인, 체코인, 슬로바크인과 근연민족이다.
9세기에 폴란인들은 대모라비아 북쪽의 서슬라브족들을 통합했고 폴란드 왕국을 세웠다. 폴란드라는 국명이 폴란인에게서 비롯된 것이며, 폴란인들은 오늘날의 폴인들의 조상 민족이 된다.
전설적인 최초의 폴란인 군주는 피아스트 코와제이(피아스트 왕조의 창업자라고 함)다. 역사적으로 실재가 확실한 최초의 군주는 미에슈코 1세다. 미에슈코 1세는 마조프셰와 실레시아, 마워폴스카를 정복하여 영토를 확장시켰다. 『다고메 이우덱스』에서는 미에슈코 1세가 다스린 나라의 이름을 치비타스 스키네스게라고 기록하고 있으며, 그 강역은 동서로는 오데르강과 루스인의 땅 사이, 남북으로는 마워폴스카("크라코아/알레무레")와 발트해 사이라고 기록하고 있다.
고고학적 발굴 결과 기에츠, 포즈난, 그니에즈노, 오스트루프레드니키가 폴란인의 4대 성읍이었던 것으로 밝혀졌다.
오늘날의 키예프 일대에 살았던 동슬라브족 폴란인과는 이름과 그 이름의 어원이 같지만 서로 아무 관련이 없다.

## 같이 보기
- 서슬라브족